# Ed Skrein
Edward George Skrein (Londen, 29 maart 1983) is een Brits acteur en rapper.

## Levensloop
Skrein werd geboren in Camden (Londen) en studeerde aan de Central Saint Martins College of Art and Design. Als rapper bracht hij in 2004 een EP uit onder het label Dented Records met drie nummers. Zijn eerste album verscheen in 2007 met als titel "The Eat Up". Hij heeft samengewerkt met artiesten als Foreign Beggars, Asian Dub Foundation en Plan B (echte naam Ben Drew). Met de laatstgenoemde en tevens ook acteur, maakte Skrein zijn acteerdebuut in 2008 met de korte film Michelle. In 2012 speelde hij samen met rapper Riz Ahmed de hoofdrollen in Plan B/Ben Drew geregisseerde film Ill Manors. In 2015 nam hij de rol van Frank Martin over van Jason Statham in de vierde Transporter film The Transporter Refueled.

## Discografie

### Studioalbums
- 2007: "The Eat Up"

### Extended plays
- 2004: "Mind Out/Once Upon a Skrein"
- 2007: "Pre-Emptive Nostalgia (with A State of Mind)"

## Filmografie

### Film
- 2012: Piggy, als Jamie
- 2012: Ill Manors, als Ed
- 2012: The Sweeney, als David
- 2014: Northmen: A Viking Saga, als Hjorr
- 2014: Sword of Vengeance, als Treden
- 2014: Tiger House, als Callum
- 2015: The Transporter Refueled, als Frank Martin
- 2015: Kill Your Friends, als Rent
- 2016: Deadpool, als Francis / Ajax
- 2016: The Model, als Shane White
- 2018: In Darkness, als Marc
- 2018: Patrick, als Vet
- 2018: Tau, als Alex
- 2018: If Beale Street Could Talk, als Officier Bell
- 2019: Alita: Battle Angel, als Zapan
- 2019: Born a King, als Philby
- 2019: Maleficent: Mistress of Evil, als Borra
- 2019: Midway, als Dick Best
- 2021: Naked Singularity, als Craig Bayonne
- 2021: Mona Lisa and the Blood Moon, als Fuzz
- 2022: I Used to Be Famous, als Vince Denham/Vinnie D.
- 2023: Rebel Moon – Part One: A Child of Fire, als Atticus Noble
- 2024: Rebel Moon – Part Two: The Scargiver, als Atticus Noble
- 2025: Jurassic World Rebirth, als Bobby Atwater

### Televisie
- 2013: Game of Thrones, als Daario Naharis
- 2013: The Tunnel, als Anthony Walsh
- 2023: All the Light We Cannot See, als Obersturmbannführer Rudolf Seidler